# Špania Dolina
Špania Dolina é um município da Eslováquia localizado no distrito de Banská Bystrica, região de Banská Bystrica.

## Demografia
| Ano:        | 1994 | 2004    | 2014   | 2024    |
| ----------- | ---- | ------- | ------ | ------- |
| Broj ljudi: | 121  | 182     | 197    | 234     |
| Razlika:    |      | +50,41% | +8,24% | +18,78% |

| Ano:               | 2023 | 2024   |
| ------------------ | ---- | ------ |
| Número de pessoas: | 228  | 234    |
| Diferença:         |      | +2,63% |